# Peachia taeniata
Peachia taeniata is een zeeanemonensoort uit de familie Haloclavidae. De anemoon komt uit het geslacht Peachia. Peachia taeniata werd in 1877 voor het eerst wetenschappelijk beschreven door Klunzinger. 